# تعلیقه

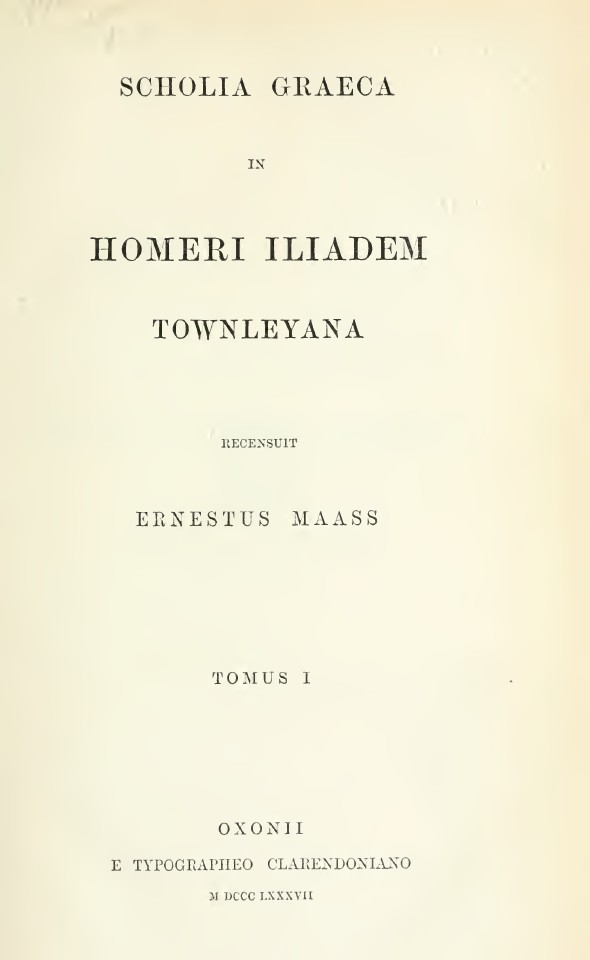
تعلیقه

تعلیقه (یونانی باستان: σχόλιον) و (به انگلیسی: Scholia) شرح یا تفسیر دستوری، انتقادی یا اظهارنظر اصلی یا از پیش‌موجودی است که به صورت حاشیه‌نگاری در حاشیه نسخه‌های خطی نویسنده‌های باستانی به عنوان حاشیه نگاشته شده است. دهخدا تعلیقه را «آن‌چه بر حاشیه کتاب از شرح و نحو آن افزایند»، گفته است. به کسی که تعلیقه می‌نویسد، تعلیقه‌نویس گویند. قدیمی‌ترین استفاده از این کلمه (Scholia) به سده اول پیش از میلاد برمی‌گردد.